# Hahnerberg (Quartier)
Das Wuppertaler Wohnquartier Hahnerberg ist eines von sieben Quartieren des Stadtbezirks Cronenberg. Namensgeber ist die Erhebung Hahnerberg.

## Geographie
Das 2,30 km² große Wohnquartier liegt im Süden Wuppertals. Im Osten grenzt es an das Ronsdorfer Quartier Blutfinke, die Wohnquartiersgrenze verläuft im Gelpetal. Südlich grenzt Hahnerberg an Cronenfeld. Die westliche Grenze zum Wohnquartier Küllenhahn bildet die stillgelegte Bahnstrecke Elberfeld–Cronenberg. Im Norden liegt das Elberfelder Wohnquartier Grifflenberg.
Zu dem Ortslagen und Außenortschaften zählen Büngershammer, Ober- und Unterdahl, Hipkendahl, Hohlenscheid, In der Gelpe, Käshammer, Mühlenberg, Neuenhaus, Rennbaum, Trübsal und Zillertal.

## Verkehrsinfrastruktur

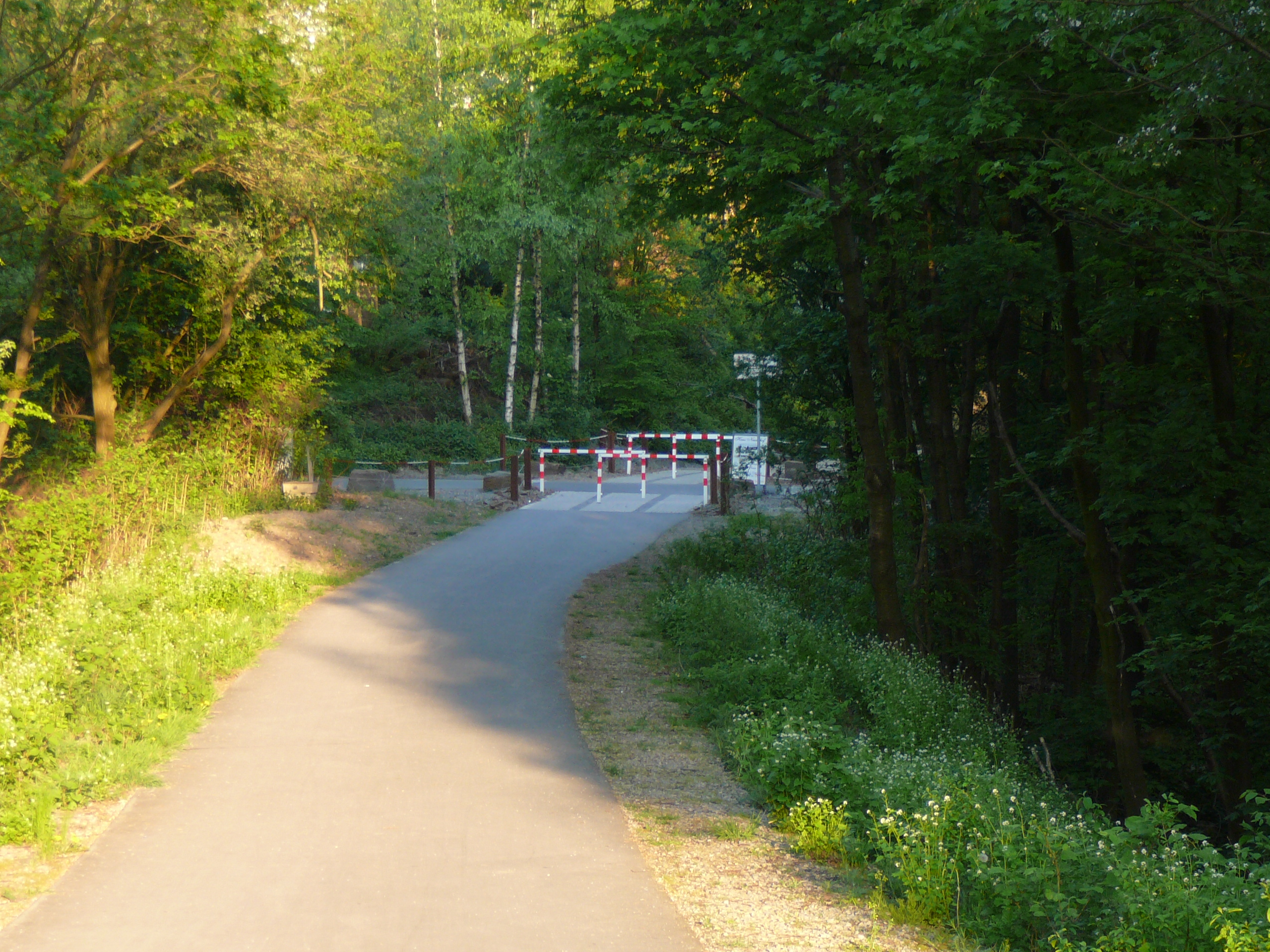
Der Standort des Haltepunkts Wuppertal-Neuenhof nach der Stilllegung

Die stillgelegte Bahnstrecke Elberfeld–Cronenberg (Burgholzbahn) besaß am Rande des Wohnquartier einen 1950 eingerichteten Haltepunkt unter dem Namen Wuppertal-Neuenhof. Dieser Haltepunkt, der die Wohnsiedlung am Neuenhaus erschließen sollte, wurde bis 1988 bedient.

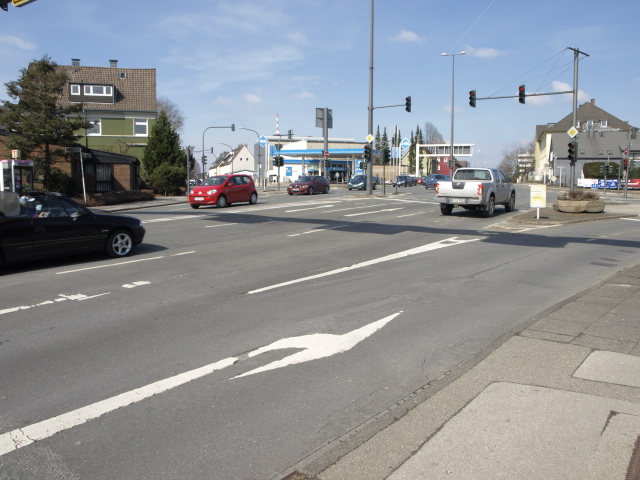
Das Hahnerberger Kreuz

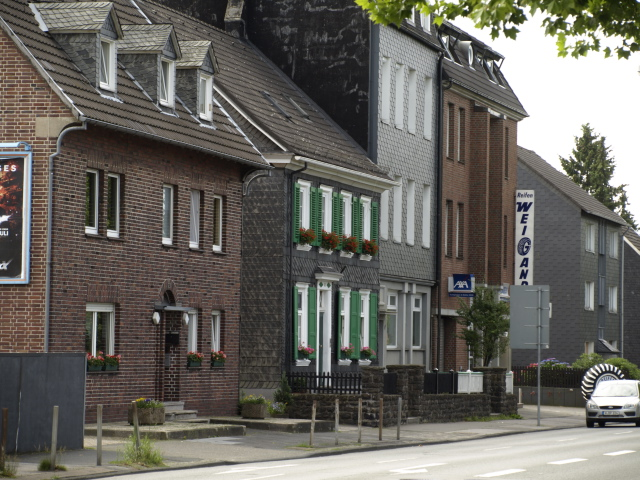
Häuserzeile an der Hahnerberger Straße

Buslinien:

613 W-Katernberg, Am Eckbusch ↔ W-Küllenhahn, Schulzentrum Süd

615 W-Elberfeld, Hauptbahnhof ↔ Remscheid, Neuenkamp/Stadtwerke

625 W-Dönberg, Am Handweiser bzw. W-Uellendahl, Raukamp Schleife ↔ W-Cronenberg, Berghausen bzw. Sudberg

630 W-Ronsdorf, Im Rehsiepen ↔ W-Küllenhahn, Schulzentrum Süd

633 W-Cronenberg, Am Hofe ↔ W-Küllenhahn, Am Burgholz

635 W-Hatzfeld, Markland ↔ W-Cronenfeld, Mastweg

645 W-Uellendahl, Raukamp Schleife ↔ W-Küllenhahn, Schulzentrum Süd

CityExpress-Linien:

CE64 W-Elberfeld, Hauptbahnhof ↔ Solingen, Graf-Wilhelm-Platz

CE65 W-Dönberg, Am Handweiser ↔ W-Cronenberg, Sudberg